# ژان استرن
ژان استرن (فرانسوی: Jean Stern‎; ۱۹ فوریهٔ ۱۸۷۵ – ۱۵ دسامبر ۱۹۶۲) شمشیرباز اهل فرانسه بود.
وی همچنین برندهٔ جوایزی همچون لژیون دونور (افسر) شده‌است.
وی در مسابقات کشوری و بین‌المللی در مجموع برندهٔ ۱ مدال طلا شده‌است.